# Ruta S-10
La Ruta S-10 es una carretera chilena asfaltada de la Provincia de Cautín, en la Región de La Araucanía que une a la ciudad de Lautaro y Galvarino en el sur de Chile. La ruta se inicia en el enlace Galvarino de la Autopista de La Araucanía en la comuna de Lautaro y termina en la Avenida Ramón Freire en Galvarino.

## Hitos
Enlaces
- kilómetro 0 Enlace Galvarino, Ruta 5 Sur.
- kilómetro 4 Parlamento.
- kilómetro 11 Puente Coihueco.
- kilómetro 12 Coihueco.
- kilómetro 15 By Pass Vallepenco.
- kilómetro 16 Límite comunal Lautaro - Galvarino.
- kilómetro 18 Fin By Pass Vallepenco.
- kilómetro 28 Chile Nuestro.
- kilómetro 32 Enlace a Nueva Imperial, Cholchol.
- kilómetro 33 Avenida Ramón Freire.

Otros hitos
- kilómetro 3 Escuela Malpichahue.
- kilómetro 12 Escuela y Posta Coihueco.
- kilómetro 18 Escuela Santa Margarita.
- kilómetro 19 Posta Cuel Ñielol.
- kilómetro 33 Liceo Gregorio Urrutia.

- Datos: Q21834542